# Рашко Цоков
Рашко Цоков Кучканеков е български опълченец, родом от село Копривщица, боец от Втора опълченска дружина по време на Руско-турската Освободителна война от 1877 – 1878 г.
През 1876 г. през град Одеса преминава в Сърбия и се записва във Втори батальон за да вземе участие в Сръбско-турската война. Там се бие във всички сражения, като получава ранение в битката при Кревет, след което е откаран в болница в Белград. След като е изписан, поради оздравяване заминава за Кишинев, а оттам за Одеса и се записва под бойните знамена на Българското опълчение. Рашко Цоков, както е по-известен, между 19 април 1877 г. и 25 юни 1878 г. се сражава в боевете при Стара Загора на 19 юли 1877 г., в Шипченската битка от 9 до 12 август и на 25 декември при село Шейново.
Рашко Цоков след Освобождението заживява в град Хасково и става един от основателите на Поборническо-опълченското дружество в града (клон на Опълченско поборническо дружество „Шипка“). Стои далеч от политическия живот и политическите страсти, свързани с него. Освен с дейност, свързана с Поборническо-опълченското дружество, Рашко се занимава активно и колекционерска дейност. Почива в Хасково след 1930 г. Ордените му, пазени от Люба Рашкова от град София са предадени на съхранение в Регионален исторически музей – Хасково.

## В памет на Рашко Цоков
- Хасковското благотворително подофицерско дружество „Родопи“ изразява най-искрена признателност на опълченеца Рашко Цоков, във връзка с 50 годишнината от създаването на Третото българско царство и 1000 годишнината от царуването на цар Симеон I. (1929)[1]
- Опълченски лист. Посветен на 150 годишнината от рождението на Нешо Брайков и Георги Минчев, на 145 годишнината от рождението на Павел Брайков и всички опълченци, живели и работили в гр. Хасково. Издават: Регионален исторически музей – Хасково, Съюз на офицерите и сержантите от запаса – Хасково, Съюз на ветераните от войните – Хасково, Военен гарнизон – Хасково, Общински комитет „В. Левски“ и Историческо дружество – Хасково (2000)[1]
- Почетен гражданин на град Габрово. (21 септември 1922)[3]